# Blue Edwards
Pour les articles homonymes, voir Edwards.
Theodore « Blue » Edwards, né le 31 octobre 1965 à Washington, D.C., est un joueur américain de basket-ball.

## Biographie
À sa sortie du lycée Greene Central à Snow Hill, Caroline du Nord. Edwards commence sa carrière universitaire à Louisburg College en Caroline du Nord, y jouant de 1984 à 1986. Il rejoint ensuite l'université de l'Est de la Caroline. 
Lors de ses années à East Carolina, Edwards a été suspendu lors de l'intégralité de la saison 1987-1988. Il est sélectionné par le Jazz de l'Utah au 21e rang de la draft 1989 à sa sortie de l'université de l'Est de la Caroline. Il est nommé dans la NBA All-Rookie Second Team. En 1992, il rejoint les Bucks de Milwaukee pour deux saisons. Il partage la saison 1994-1995 entre les Celtics de Boston et le Jazz de l'Utah. Il intègre ensuite l'effectif des Grizzlies de Vancouver et il réalise le premier triple-double de l'histoire des Grizzlies de Memphis le 1er mars 1996 contre les Mavericks de Dallas avec 15 points, 13 rebonds et 11 passes décisives. Edwards participe à dix saisons en NBA.
Edwards était un joueur décisif, inscrivant souvent des shoots victorieux dans les derniers instants du match.
Il a été surnommé « Blue » après s'être étouffé quand il était bébé et devint bleu. Il a été invité au Slam Dunk Contest 1990, mais ne put y participer et fut remplacé par David Benoit. Il participa au concours en 1991, se plaçant 4e. "Blue" porta le numéro 30 durant toute sa carrière jusqu'à ce qu'il rejoigne le Heat de Miami, où il prit le numéro 32, le 30 étant utilisé par Terry Porter. C'est dans ce club qu'il mit un terme à sa carrière en 1999.